# Schaaksoftware

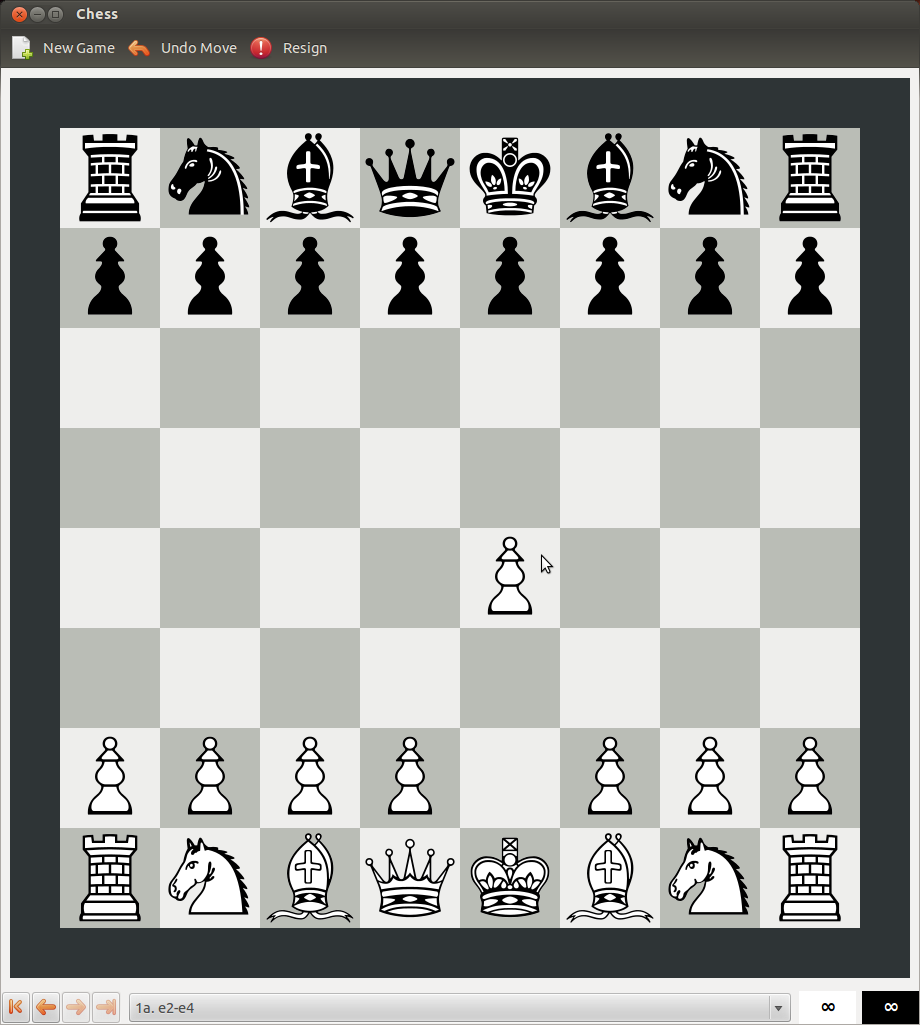
Het schaakprogramma van GNOME

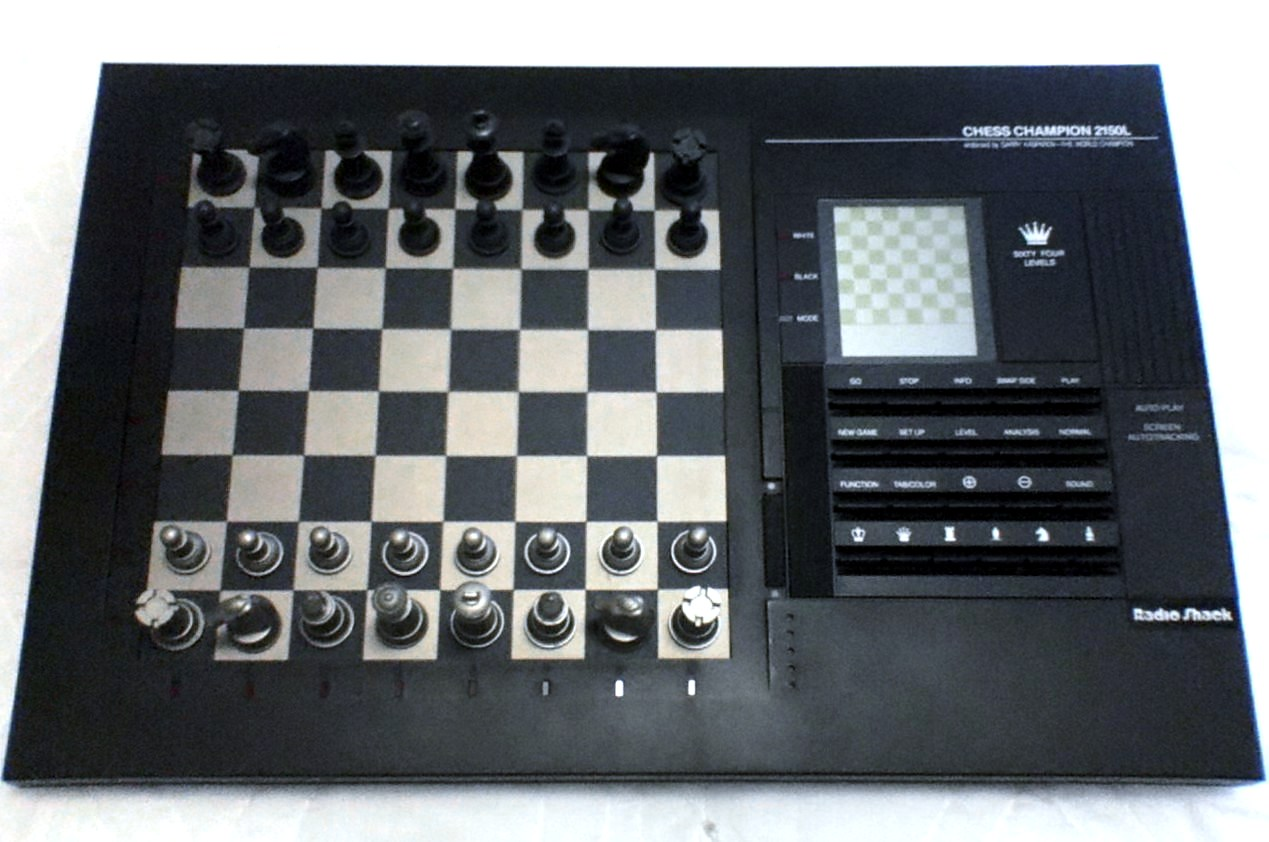
Schaaksoftware in hardware uit de jaren negentig

Schaaksoftware is software om tegen te schaken, of om schaakstellingen en partijen te analyseren. De sterkte van schaakprogramma's kan op diverse manieren worden vastgesteld, zoals:
1. de software te laten schaken tegen andere schaakprogramma's. De sterkte wordt vastgelegd als Elo-rating.
2. de software te onderwerpen aan bepaalde tests, bijvoorbeeld de Colditz Test die dertig schaakopgaven in oplopende moeilijkheidsgraad presenteert.[1]

De Computerschaak Vereniging Nederland heeft als doel computerschaak te bevorderen. Universal Chess Interface en XBoard zijn beide een grafische gebruikersomgeving waarvan bij het spelen van computerschaak gebruik kan worden gemaakt. ChessBase en Lokasoft zijn twee organisaties die schaakprogramma's ontwikkelen.

## Schaakprogramma's
- AlphaZero
- Chess Tiger
- Crafty
- Fritz
- HIARCS
- Junior
- Rebel
- Rybka
- Shredder
- Stockfish